# Louis Agnel (skieur)
Pour les articles homonymes, voir Louis Agnel (homonymie).
 Louis Agnel, né le 29 mars 1918 à Aix-en-Provence et mort pour la France le 18 août 1943 à Meknès (Maroc), est un skieur alpin français.

## Biographie
Il est le fils des docteurs Ernest Agnel (vice-président de la Fédération française de ski de 1937 à 1940) et Marie Builloud. Les skieuses Marysette et  Cécile Agnel sont ses sœurs.
En 1937, il devient champion de France Juniors de slalom et de combiné.
En février 1938 , il remporte la descente des championnats de France de ski à Auron, devant le champion du monde en titre Emile Allais,. En mars, il dispute ses premiers championnats du monde à Engelberg où il prend la 7e place du slalom.
En février 1939, il participe à ses seconds championnats du monde, à Zakopane et est le meilleur français dans les 3 disciplines. Il y prend la 5e place de la descente, la 8e du slalom, ainsi que la 7e du combiné. En mars, il est encore le meilleur français sur l'épreuve de descente des championnats de France à Superbagnères.
Au cours de la seconde guerre mondiale, il meurt lors d'une mission aérienne le 18 aout 1943 à Meknès au Maroc ,, deux mois après la disparition de sa sœur Cécile en montagne.

## Palmarès

### Championnats du monde
| Épreuve / Édition       | Descente | Slalom | Combiné |
| Mondiaux 1938 Engelberg | 17e      | 7e     | 12e     |
| Mondiaux 1939 Zakopane  | 5e       | 8e     | 7e      |

### Championnats de France[5]

#### Elite
| Édition / Epreuve               | Descente | Slalom | Combiné |
| ------------------------------- | -------- | ------ | ------- |
| Championnats 1936 Chamonix      | 23e      | 14e    | 18e     |
| Championnats 1937 Chamonix      |          | 7e     | 8e      |
| Championnats 1938 Auron         | Or       | 16e    | 4e      |
| Championnats 1939 Superbagnères | 4e       | 12e    | 7e      |
| Championnats 1942 Chamonix      | 7e       | 9e     | 6e      |

#### Juniors
1936 :
- 3e de la descente des Championnats de France à Chamonix

1937 :
- Champion de France de slalom
- Champion de France du combiné
- 3e de la descente des Championnats de France à Chamonix

## Articles annexes
- Meilleures performances françaises aux Championnats du monde de ski alpin